# Radioamatér

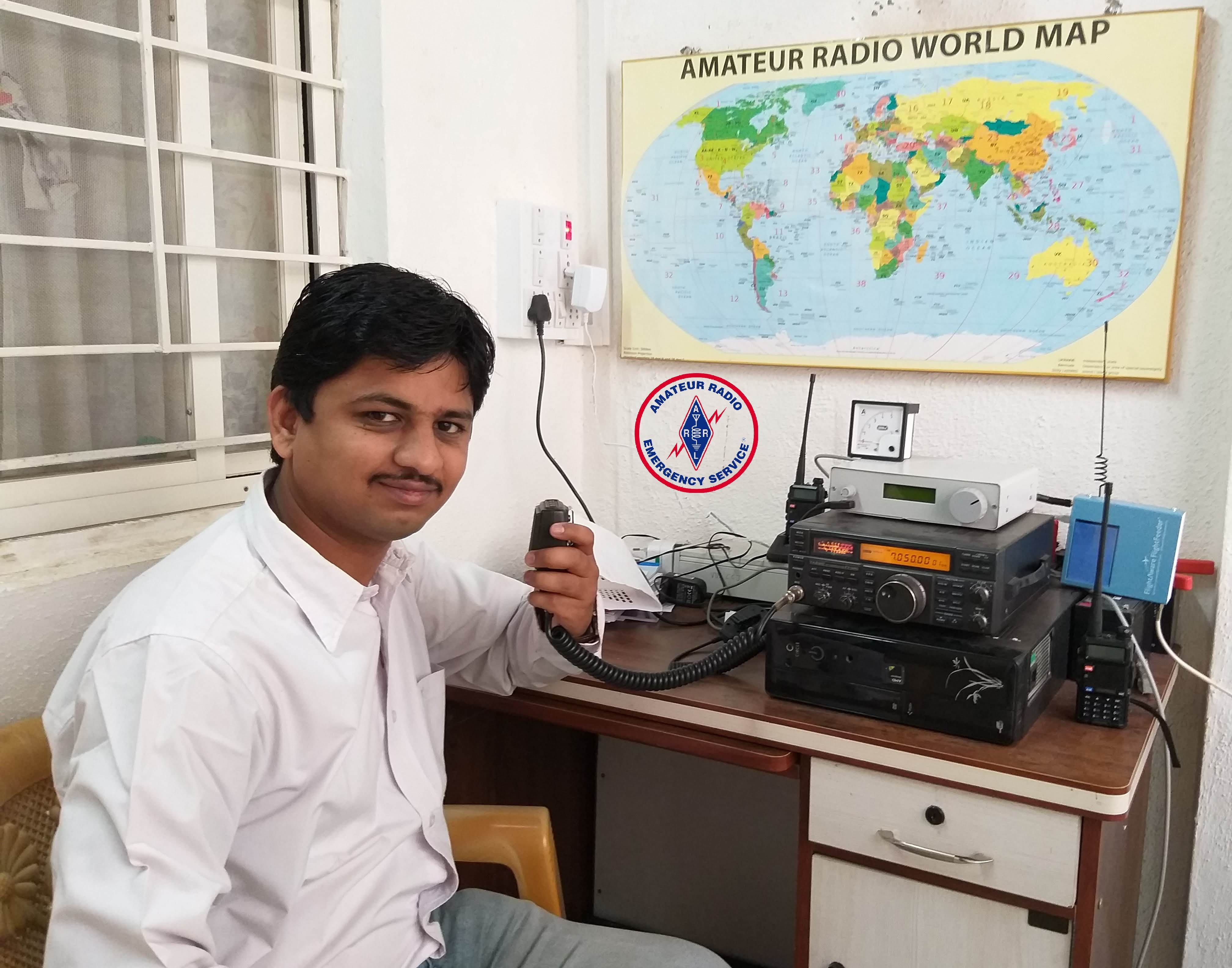
Indický radioamatér Rohit Bhosale u svého vysílacího zařízení

Radioamatér je držitel radioamatérské licence, který ve svém státě získal od příslušného úřadu povolení k vysílání na speciálně vyjmenovaných pásmech určených (a zpravidla i celosvětově koordinovaných) pro radioamatérské vysílání. V Česku vydává radioamatérské licence Český telekomunikační úřad (ČTÚ).
Každý držitel radioamatérské licence obdrží i svoji volací značku – celosvětově unikátní kombinaci písmen a číslic. Volací značky přidělované držitelům radioamatérských licencí v České republice začínají kombinací znaků OK nebo OL a jsou doplněny jednou číslicí a jedním až třemi abecedními znaky – např. OK2VOP. Vytváření výsledné podoby volacích značek může mít v každé zemi své vnitřní zákonitosti, např. v Československu bývaly značky začínající (tzv. prefixem) OK1 zpravidla přidělovány stanicím v Čechách a OK2 stanicím na Moravě a ve Slezsku.
Podmínky pro získání radioamatérské licence jsou upraveny zvláštní vyhláškou. Zájemce musí složit zkoušky před komisí ČTÚ a spolu s volací značkou obdrží i průkaz operátora s omezenou dobou platnosti. Tento průkaz mu umožňuje nejen vysílat na radioamatérských pásmech z území České republiky, ale bez zvláštních formalit i z území některých států. Jiné země požadují před povolením radioamatérské aktivity ze svého území formální svolení. Existují země, ve kterých je radioamatérské vysílání prakticky zakázáno – jde téměř výhradně o státy s diktaturními režimy.
V některých zemích je radioamatérství velmi populárním sportem. Zatímco v České republice se mu věnuje cca 5 tisíc lidí (odvozeno od počtu vydaných licencí, skutečný počet aktivních radioamatérů je asi dvoutřetinový), v Japonsku jde počet přidělených volacích značek do statisíců.
Označení radioamatérských aktivit jako sportu může být bez bližšího vysvětlení zavádějící. Ačkoliv je radioamatérská aktivita provázena množstvím soutěží, jen málo z nich má tak rychlý průběh, aby mohl být znám jejich výsledek ještě tentýž den. Navíc jde patrně o jediný masový sport (některých celosvětových soutěží se účastní až 100 tisíc radioamatérů), kdy se během soutěže závodníci vůbec nepotkají. Právě z důvodu nemožnosti vyhodnotit výsledky během několika hodin a také z důvodu téměř úplné absence vícekolových závodů (systém postupné kvalifikace) neuznávají úřady v České republice závodní radioamatérství jako oficiální sportovní odvětví. Výsledkem je pak nemožnost žádat o sportovní dotace či jinou podporu státu. Výjimku tvoří pouze jediná disciplína - vysokorychlostní telegrafie (HST - high speed telegraphy), ve které se reprezentanti Česka pravidelně umisťují na předních místech v Evropě.
Pro držitele radioamatérské licence je též vžitý slangový výraz „HAM“.
Příbuzným sportovním odvětvím je rádiový orientační běh (ROB).